# Service intégré d'accueil et d'orientation
En France, les Services Intégrés d'Accueil et d'Orientation (SIAO) sont des dispositifs départementaux créés en 2010 qui ont comme fonction principale de permettre l'accès à l'hébergement et au logement pour les personnes sans domicile.

## Historique
À partir de la fin des années 2000, essentiellement du fait de la crise économique de 2008, la France voit une partie de sa population se précariser et se paupériser. De ce fait, les demandes d'hébergement augmentent de manière significative.
L'État décide alors de mettre en place un acteur dont la mission principale serait la coordination entre la demande et l'offre d'hébergement sur un territoire donné. C'est la naissance des SIAO, issus des circulaires du 8 avril et du 7 juillet 2010,.
Par la suite, la circulaire du 29 mars 2012 renforce les prérogatives des SIAO : elle acte l'unicité du SIAO par département (certains départements possédaient 2 SIAO : un qui gérait les dispositifs d'insertion, l'autre qui traitait les dispositifs d'urgence). Par ailleurs, la circulaire intègre aussi les missions du 115 au sein des SIAO.
Les prérogatives des SIAO sont encore renforcées par la loi ALUR (2014) : ils acquièrent alors la gestion des orientations sur des dispositifs de logements accompagnés (résidences sociales, intermédiation locative) et deviennent responsables du suivi des ménages dans leur parcours résidentiel jusqu'à leur insertion.
La circulaire du 17 décembre 2015 ainsi que l'instruction du 31 mars 2022, précisent également que le SIAO doivent prioritairement inscrire leurs missions dans l'objectif de favoriser l'accès au logement. Ainsi, les SIAO s'inscrivent clairement dans le cadre de la politique du Logement d'Abord,.

## Rôle

### Public concerné
Les SIAO s'adressent à tous les ménages en recherche d'hébergement et/ou en difficulté pour accéder au logement ou pour s'y maintenir. Ce, indépendamment de la nationalité des personnes ou de leur situation administrative.
Sont toutefois théoriquement exclus d'une prise en charge par les SIAO :
- les demandeurs d'asile, qui sont pris en charge par l'OFII (notamment via les CADA)
- les mineurs, qui sont pris en charge par l'ASE
- les étudiants, qui sont pris en charge par les CROUS (notamment via les résidences universitaires)

### Orientation vers les dispositifs d'hébergement et de logement accompagné
Les SIAO assurent la gestion de places d'hébergement (CHU, CHRS, etc.), de logements en foyers (Pension de famille, Maisons Relais, Foyers de Jeunes Travailleurs, etc.) ou d'autres dispositifs de logement accompagné (Intermédiation locative, etc.).
Via le 115, les SIAO peuvent également orienter les ménages vers des dispositifs de mise à l'abri (RHVS, etc.).
Le choix du dispositif sur lequel un ménage est orienté dépend des diagnostics sociaux réalisés par les travailleurs sociaux et notamment d'éléments comme la situation administrative des personnes ou encore le niveau et la nature des ressources du ménage.

### Gestion du 115
Depuis 2012, les SIAO intègrent dans leurs missions la gestion de la plateforme téléphonique du 115. Il s'agit d'un numéro départemental d'urgence, à destination des personnes sans-abris, disponible 7j/7 et 24h/24.

### Forme juridique
Les SIAO sont des structures de droit privé (Association, GCSMS ou GIP). Ils sont pilotés, au niveau national, par la DIHAL.

## Système Informatique du SIAO
Pour réaliser ces missions, les SIAO disposent, depuis la loi ALUR de 2014 et la circulaire du 17 décembre 2015, d'un Système Informatique : le SI SIAO. Il s'agit d'un outil informatique national commun à tous les acteurs du monde de l'hébergement (SIAO, 115, structures d'hébergement, accueils de jours, travailleurs sociaux de droit commun, etc.).
Ce logiciel permet ainsi de recenser les places disponibles des différents dispositifs, de recenser la demande d'hébergement et de logement accompagné, mais aussi de réaliser une mission d'observation sociale qualitative et quantitative sur la situation en termes de sans-abrisme sur les différents territoires.